# Werner Marusch

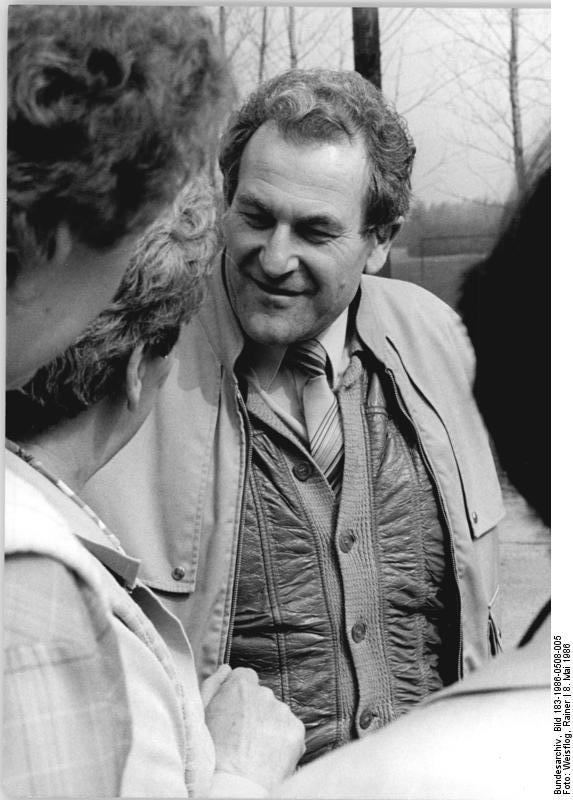
Werner Marusch, 1986

Werner Marusch (* 2. April 1933 in Schwarze Pumpe, heute Spremberg) ist ein deutscher Landwirt und Politiker (DBD, SPD). Er war Mitglied der Volkskammer.

## Leben und Beruf
Marusch besuchte die Oberschule in Spremberg. Im elterlichen Betrieb absolvierte er eine Lehre zum Landwirt, dort war er im erlernten Beruf auch tätig. Später war er Agronom im MTS Spremberg und der LPG Proschim. An der Fachschule Cottbus legte er zunächst den Abschluss als Feldbaumeister ab, später als Staatlich geprüfter Landwirt. Von 1961 bis 1990 war er Vorsitzender der LPG Tierproduktion „Einheit“ in Proschim. Daneben studierte er an der Hochschule Meißen, 1976 schloss er als Diplom-Agraringenieurökonom ab. Ferner war er lange Jahre Vorsitzender der Forstbetriebsgemeinschaft Terpe.

## Politik
1955 trat Marusch in die DBD ein. 1982 wurde er in den Bezirksvorstand der DBD im Bezirk Cottbus gewählt. Seit 1976 war er Nachfolgekandidat für die Volkskammer, am 11. Januar 1990 rückte er für Ernst Mecklenburg nach.
Kurz darauf kandidierte Marusch auch bei der ersten freien Volkskammerwahl als Spitzenkandidat der DBD im Bezirk Cottbus. Dort erhielt die Partei 3,4 % der Stimmen, wodurch Marusch erneut in die Volkskammer einzog. Im Zuge der Auflösung der DBD trat er in die SPD ein und schloss sich auch in der Volkskammer der SPD-Fraktion an, dieser gehörte er bis zur Auflösung der Volkskammer zum 2. Oktober 1990 an.
Später gehörte Marusch dem Kreistag des Landkreises Spree-Neiße an und war dessen Alterspräsident.